# كزافييه دورفمان
كزافييه دورفمان (بالفرنسية: Xavier Elle Dorfman)‏ هو مدرب تجديف فرنسي، ولد في 12 مايو 1973 في غرونوبل في فرنسا.

## وصلات خارجية
- كزافييه دورفمان على موقع الاتحاد الدولي للتجديف (الإنجليزية)
- كزافييه دورفمان على موقع اللجنة الأولمبية الدولية (الإنجليزية)
- كزافييه دورفمان على موقع أوليمبيديا (الإنجليزية)